# Полицентрическое право
Полицентрическое право — теоретическая правовая структура, в которой «поставщики» правовых систем конкурируют или пересекаются в данной юрисдикции, в отличие от монополистического статутного права, согласно которому существует единственный поставщик права для каждой юрисдикции. Деволюция этой монополии происходит по принципу юриспруденции, в которой они правят в соответствии с высшим правом.

## Обзор
Том В. Белл, бывший директор отдела телекоммуникаций и технологических исследований Института Катона, а ныне профессор права в Школе права Университета Чепмена в Калифорнии написал «Полицентрическое право», опубликованное Институтом гуманитарных исследований, когда он был студентом юридического факультета Чикагского университета. В нём он отмечает, что другие используют такие фразы, как «немонополистическое право», чтобы описать эти полицентрические альтернативы. Он описывает традиционное обычное право до создания государств, в том числе описанное Фридрихом А. Хайеком, Брюсом Л. Бенсоном и Дэвидом Д. Фридманом. Он упоминает англосаксонское обычное право, церковное право, право гильдий и купеческое право как примеры того, что он считает полицентрическим правом. Он утверждает, что обычное и статутное право сосуществовали на протяжении истории, например, когда римское право применялось к римлянам на всей территории Римской империи, а для неримлян допускались местные правовые системы. В работе «Полицентричное право в новом тысячелетии», которая заняла первое место в конкурсе стипендий имени Фридриха А. Хайека Общества Мон Пелерин в 1998 году, Белл предсказывает три области, в которых может развиваться полицентричное право: альтернативное разрешение споров, частные сообщества и Интернет.
Хельсинкский университет (Финляндия) с 1992 по 1995 год финансировал исследовательский проект «Полицентрическое право» под руководством профессора Ларса Д. Эрикссона. Его целью было продемонстрировать «неадекватность существующих правовых парадигм путем отображения неопределенности как современного права, так и современной правовой теории». Он также рассмотрел возможность правовых и этических альтернатив современным правовым теориям" и «открыл возможности для полицентрических правовых теорий как путем деконструкции идеи единства права, так и путем реконструирования правовых и этических различий». В рамках проекта были проведены две международные конференции. В 1998 году вышла книга «Полицентричность: Множественные сцены права» под редакцией Ари Хирвонена собрала эссе, написанные учеными, участвовавшими в проекте.
Профессор Рэнди Барнетт, который изначально писал о «немонополистическом» праве, позже использовал фразу «полицентрический правопорядок». Он объясняет, в чём видит преимущества такой системы, в своей книге «Структура свободы: Правосудие и верховенство закона».
Брюс Л. Бенсон также использует эту фразу, написав в публикации Института Катона в 2007 году: «Обычная система полицентрического права, по-видимому, с гораздо большей вероятностью создаст эффективные по размеру юрисдикции для различных вовлеченных сообществ — возможно, многие из них будут меньше, чем большинство государств, а другие будут охватывать многие из современных политических юрисдикций (например, как это делает сегодня международное коммерческое право)».
Джон К. Палчак и Стэнли Т. Люнг в статье «Государство не требуется? Критический обзор полицентрического правового порядка» - критикуют концепцию полицентрического права.
Юрист Гэри Шартье в своей книге «Анархия и правопорядок» развивает и защищает идею права без государства. В ней предлагается понимание того, как правоприменение в безгосударственном обществе может быть легитимным и какова может быть оптимальная сущность права без государства, предлагаются способы, с помощью которых безгосударственный правовой порядок может способствовать росту культуры свободы, а также рассматривается разработанный ею проект в связи с левыми, антикапиталистическими и социалистическими традициями.